# عجم (اسم)
عجم هو اسم علم مذكر من أصل عربي، ومعناه هو غير العرب سموا بذلك لتعقد ألسنتهم، وصعوبة إفصاحهم.

## شخصيات تحمل الاسم
- عجم محمد (لاعب كرة قدم مغربي، 3 أبريل 1961 – )

## وصلات خارجية
- موسوعة السلطان قابوس لأسماء العرب نسخة محفوظة 5 أبريل 2019 على موقع واي باك مشين.